# Paul Reichle
Paul Reichle (* 14. März 1900 in Stuttgart; † 3. Dezember 1981 in Bietigheim-Bissingen) war ein deutscher Maler, der zum Stuttgarter Kreis der Avantgardisten zählt.

## Leben
Paul Reichle studierte nach einer absolvierten Malerlehre in Stuttgart von 1924 bis 1925 am Bauhaus Weimar bei Josef Albers, Wassily Kandinsky, Paul Klee, László Moholy-Nagy und Oskar Schlemmer. 1927 holte ihn Willi Baumeister ins Atelier der Stuttgarter Werkbundausstellung und vermittelte ihm anschließend eine Anstellung als Grafiker und Designer bei den Deutschen Linoleum-Werken (DLW), wo er mit Unterbrechungen u. a. durch Kriegsdienst und Gefangenschaft bis 1965 arbeitete. Während des Kriegsdienstes war er in Paris stationiert, wo er erneut Kontakt zu seinem ehemaligen Lehrer Kandinsky aufnahm und die französische Avantgarde kennenlernte. Ab 1948 wendete er sich konsequent zur Abstraktion hin, wobei die französische Nouvelle École de Paris für sein Schaffen von zentraler Bedeutung war. Bei seinen Parisaufenthalten pflegte er Umgang mit Serge Poliakoff und Raoul Ubac. Nach seiner Pensionierung 1965 arbeitete er bis zu seinem Tod als freier Künstler. 